# Carol Walton
Carol "Caz" Bryant coniugata Walton (1º febbraio 1947) è un'atleta paralimpica, tennistavolista e schermitrice britannica.

## Carriera sportiva
Nel corso della sua lunga carriera, ha vinto numerose medaglie paralimpiche agli Europei, ai mondiali e ai Giochi del Commonwealth disputando gare di atletica leggera, nuoto, scherma, tennistavolo e basket in carrozzina.
La sua partecipazione ai Giochi paralimpici incomincia a Tokyo 1964 dove si aggiudica due medaglie d'oro nell'atletica leggera. Ai successivi Giochi di Tel Aviv 1968, conquista tre ori, due argenti e un bronzo nelle gare di atletica leggera, nuoto e tennistavolo. Alle Paralimpiadi di Heidelberg 1972, Walton ottiene tre ori e un bronzo tra atletica leggera, tennistavolo e scherma. A Toronto 1976, vince tre bronzi nell'atletica leggera, nella scherma e nel tennistavolo.
In seguito, Walton partecipa ai Giochi di Seul 1988, disputando le gare di scherma e basket in carrozzina. Nella capitale sudcoreana, la britannica vincerà una medaglia d'oro nella prova di spada individuale. Disputerà anche le Paralimpiadi di Barcellona 1992, ma senza vincere medaglie.
La Walton si ritira dalle gare nel 1994. Diventerà la manager della squadra paralimpica di scherma britannica nel 1996, ruolo che avr anche ai Giochi del 2000 e del 2008. Nel 2004, sarà amministratrice della squadra britannica in occasione dei Giochi di Atene.

## Palmarès
| Anno | Manifestazione     | Sede       | Evento                                                 | Risultato | Prestazione | Note |
| ---- | ------------------ | ---------- | ------------------------------------------------------ | --------- | ----------- | ---- |
| 1964 | Giochi paralimpici | Tokyo      | Atletica leggera - Slalom open femminile               | Oro       |             |      |
| 1964 | Giochi paralimpici | Tokyo      | Atletica leggera - In carrozzina T10 femminile         | Oro       |             |      |
| 1968 | Giochi paralimpici | Tel Aviv   | Atletica leggera - 60 metri in carrozzina C femminile  | Oro       |             |      |
| 1968 | Giochi paralimpici | Tel Aviv   | Atletica leggera - Slalom C femminile                  | Oro       |             |      |
| 1968 | Giochi paralimpici | Tel Aviv   | Atletica leggera - Pentathlon incompleto               | Bronzo    |             |      |
| 1968 | Giochi paralimpici | Tel Aviv   | Tennistavolo - Doppio femminile C                      | Oro       |             |      |
| 1968 | Giochi paralimpici | Tel Aviv   | Tennistavolo - Singolo femminile C                     | Argento   |             |      |
| 1968 | Giochi paralimpici | Tel Aviv   | Nuoto - 100 m rana open femminile                      | Argento   |             |      |
| 1972 | Giochi paralimpici | Heidelberg | Atletica leggera - 4x40 m in carrozzina open femminile | Oro       |             |      |
| 1972 | Giochi paralimpici | Heidelberg | Atletica leggera - 60 m in carrozzina 4 femminile      | Oro       |             |      |
| 1972 | Giochi paralimpici | Heidelberg | Atletica leggera - Pentathlon 4 femminile              | Bronzo    |             |      |
| 1972 | Giochi paralimpici | Heidelberg | Tennistavolo - Singolo femminile 4                     | Oro       |             |      |
| 1972 | Giochi paralimpici | Heidelberg | Scherma - Fioretto novizie individuale femminile       | Oro       |             |      |
| 1976 | Giochi paralimpici | Toronto    | Atletica leggera - 60 m 4 femminile                    | Bronzo    |             |      |
| 1976 | Giochi paralimpici | Toronto    | Nuoto - Singolo 4-5 femminile                          | Bronzo    |             |      |
| 1976 | Giochi paralimpici | Toronto    | Scherma - Fioretto individuale femminile 4-5           | Bronzo    |             |      |
| 1988 | Giochi paralimpici | Seul       | Scherma - Spada individuale femminile 4-6              | Oro       |             |      |